# Charles Richard de Vesvrotte
Charles Richard de Vesvrotte (22 juillet 1757 - 5 juillet 1840), seigneur de Ruffey-lès-Beaune, comte de Vesvrotte et de Trouhans, fut conseiller puis président à la chambre des comptes de Bourgogne. Royaliste, aventurier, il fut également l'amateur d'art qui « sauva » le tombeau de Philippe Pot.

## Biographie

### L'aventurier et les voyages
Charles Richard de Vesvrotte, né le 22 juillet 1757, est le fils de Gilles Germain Richard de Ruffey, président à la chambre des comptes de Bourgogne, et d'Anne Claude de La Forest. Il fait ses études à la prestigieuse Académie royale de Juilly où il se découvre un goût marqué pour les voyages. Ses périples lui permettent de découvrir la France et ses provinces, la Suisse, l'Angleterre, l'Italie, l'Allemagne, l'Autriche, la Hongrie, l'Espagne et le Portugal.
Ses parents tentent en vain d'empêcher ces voyages, allant jusqu'à lui supprimer sa pension annuelle de 2000 livres. Mais Charles de Vesvrotte trouve toujours des prêteurs bienveillants. Il justifie sa passion en affirmant qu'il veut « profiter du temps de sa jeunesse pour acquérir des connaissances qui le rendent utile à sa patrie » et « enrichir le cabinet d'histoire naturelle de la ci-devant Académie de Dijon ».
Charles de Vesvrotte se trouve ainsi à l'étranger au début de la Révolution. Après un grand périple en Europe du Nord et en Russie en 1791, il passe une partie de l'année 1792 en Laponie. Ce voyage est peut-être le point d'orgue de sa vie ou, du moins, celui pour lequel il a laissé le plus de souvenirs. Il s'agit surtout de descriptions pittoresques sur ses conditions de voyage, les traîneaux ou pulkas, le marquage des pistes, le mode de vie, la gastronomie, la fabrication du pain, l'économie locale, les mines de fer ou encore les rennes.
Jukkasjãrvi est le point extrême de son voyage nordique : c'est à cette époque un bourg de près de 1500 habitants dans lequel résident 150 Lapons. De ce voyage, il ramène Christine Landa, une jeune servante de Laponie qui finira ses jours à Dijon. Contrairement à ce qui est dit alors, Charles de Vesvrotte ne semble pas avoir l'intention d'en faire son épouse, même si leurs liens sont peut-être très intimes.

### Le royaliste
Farouchement royaliste et fidèle à la branche aînée des Bourbons, Charles Richard de Vesvrotte visite les comtes de Provence et d'Artois sur les lieux de leur exil. C'est à Londres qu'il épouse Armande Louise Victoire des Reaulx le 29 juillet 1799. Le couple aura deux enfants : Alphonse, né en 1802, et Ernest Jean Baptiste Victor, né en 1812. Charles suit les princes jusqu'à Gand lors des Cent-Jours. Ayant reçu l'ordre du Lys lors de la première Restauration, il refuse de devenir maire de Dijon en 1815. En décembre 1828, il est fait comte par le roi Charles X. À la suite du renversement de ce dernier, il démissionne le 30 septembre 1830 de ses fonctions de maire de Beire-le-Châtel, poste qu'il occupait depuis le 2 mai 1813.
De même, pendant la moitié de sa vie qui suit son retour d'émigration, il s'efforce de reconstituer le patrimoine de ses parents. Pour préserver ses droits successoraux, il n'hésite pas à se battre pendant près de trente ans devant les tribunaux. Ses affaires réglées, il s'efforce de préserver le capital en constituant un majorat sur le domaine de Vesvrotte. Il fait également construire le château de Mont-Richard à Trouhans.
Au soir de sa vie, royaliste toujours obsédé par les voyages, il est en Sicile pour rendre hommage à la duchesse de Berry. Il décède le 5 juillet 1840.

### L'amateur d'art

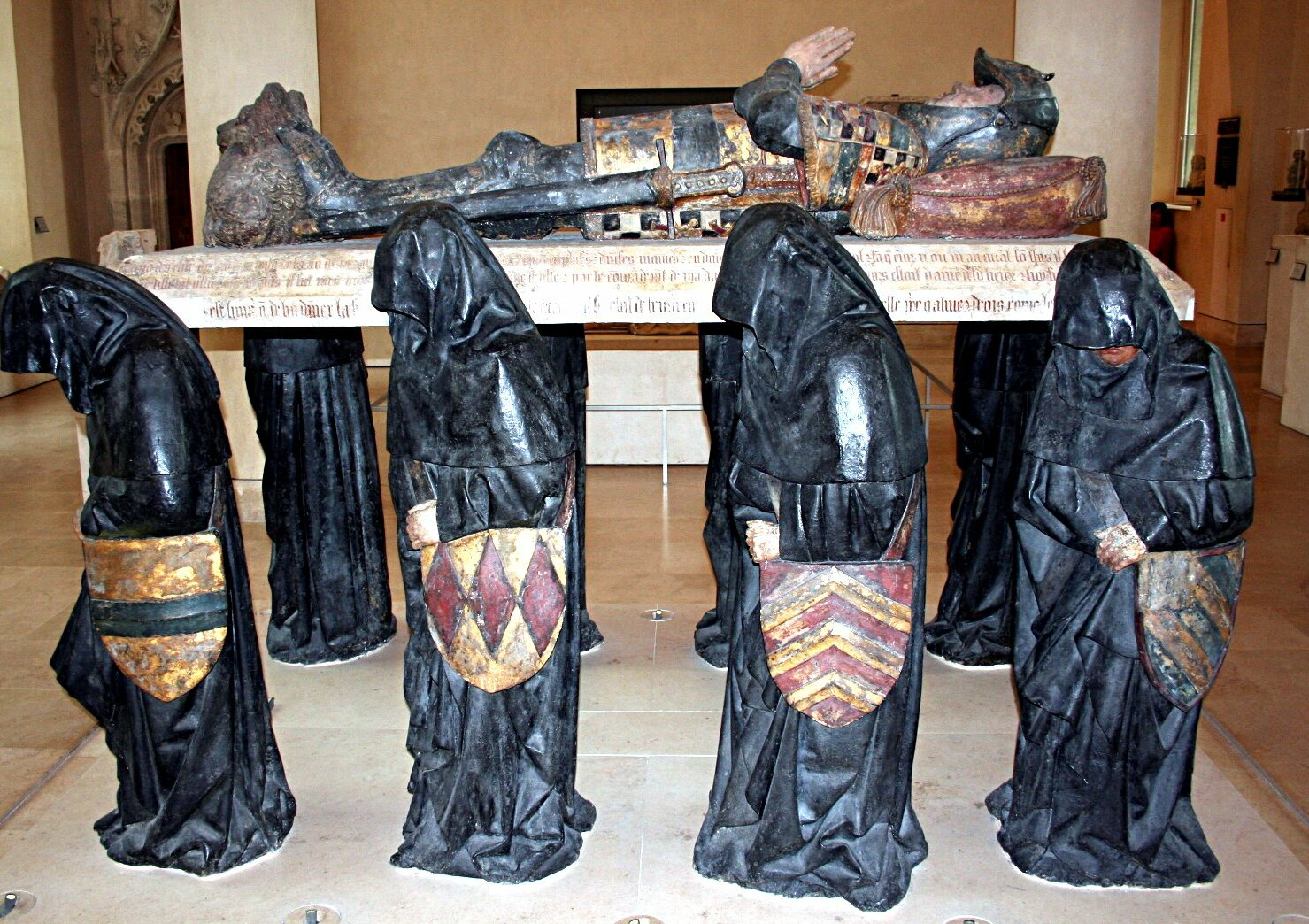
Tombeau de Philippe Pot.

Passionné d'histoire, d'architecture, d'archéologie et d'art, Charles Richard de Vesvrotte est aussi connu pour avoir sauvé de la destruction le tombeau de Philippe Pot. En effet, ce mausolée qui représente le sénéchal de Bourgogne en gisant de grandeur naturelle, porté sur les épaules de huit moines « pleurants » de pierre noire, était initialement abrité à l'abbaye de Cîteaux. Saisi comme bien national le 4 mai 1791 et destiné au musée devant être établi dans l'église Saint-Bénigne de Dijon, il disparaît mystérieusement. Après une éclipse de plus de quinze ans, Charles de Vesvrotte le rachète à un entrepreneur le 9 septembre 1808 pour la somme de 53 francs. Il le fait installer dans le jardin de l'hôtel de Ruffey. Après la vente de cet hôtel en 1850 par Alphonse Richard, 2e comte de Vesvrotte, le tombeau est déposé dans la crypte de l'hôtel d'Agrain, à Dijon. Il est ensuite dressé dans le parc du château de Vesvrotte où il demeure jusqu'à son transfert au musée du Louvre à la suite d'un fameux procès contre l'État.

## Armes et devise
- Armes : D'azur au chef cousu de gueules, chargé de trois besants d'or.
- Devise : « Quo justior eo ditior »

Les armes des Richard de Ruffey sont modifiées en 1828 avec l'érection du comté de Vesvrotte.

## Sources
- Anne Mezin-De Boisse, article du Bien public, no 1186 du 7 mars 2004.
- Pierre Palliot, 1608-1698 - le parlement de Bourgogne... (bnf)
- Renée Paquet et Michel Paquet, La seigneurie de Montfort en Auxois au fil des siècles, Montigny-Montfort, Edition JC Dan Partners, 3e édition, mai 2004, 158 p. (ISBN 978-2-9515440-0-0 et 2-9515440-0-6)